# Federação de Ginástica de Portugal
Die Federação de Ginástica de Portugal (FGP) ist der Dachverband für Turnen in Portugal. Die FGP hat ihren Sitz in der Estrada da Luz Nummer 30 A in São Domingos de Benfica, einer Stadtgemeinde der Hauptstadt Lissabon. Der Verband gründete sich 1950 in der Hauptstadt.
Der Turnverband FGP ist u. a. Mitglied des Weltverbands Fédération Internationale de Gymnastique (FIG), des europäischen Verbands Union Européenne de Gymnastique (UEG), des Dachverbands Confederação do Desporto de Portugal und des Comité Olímpico de Portugal, dem Nationalen Olympischen Komitee Portugals.

## Aktivitäten
Die FGP betreut die folgenden Sportarten:
- Gerätturnen (Ginástica artística)
- Rhythmische Sportgymnastik (Ginástica rítmica)
- Trampolinturnen (Ginástica de trampolim)
- Sportakrobatik (Ginástica acrobática)
- Aerobicturnen (Ginástica aeróbica)
- Allgemeines Turnen (Ginástica para todos)
- Team-Turnen (TeamGym)
- Hip-Hop

Die FGP ist zuständig sowohl für die Austragung nationaler und internationaler Wettbewerbe in Portugal, als auch für Gymnasten in Einzel- und Mannschaftswettbewerben, die Portugal bei nationalen und internationalen Wettbewerben vertreten, darunter die Welt- und Europameisterschaften, die Olympischen Sommerspiele, und zukünftig die Jogos da Lusofonia, die Spiele der Portugiesischsprachigen Welt.
Die FGP unterhält ein Leistungszentrum (Centro de Alto Rendimento, CAR) im Velódromo Nacional von Sangalhos, im Kreis Anadia.

## Struktur

### Organe
Präsident ist João Paulo do Nascimento e Oliveira da Rocha ((Stand 2015)). Neben der Verbandsleitung mit Präsident, Vizepräsidenten, Schatzmeister, Generalsekretär und Beisitzern, verfügt der Verband über eine Generalversammlung (Assembleia Geral) und vier weitere Organe:
- Conselho de Justiça (dt.: Rechtsrat)
- Conselho de Disciplina (dt.: Disziplinarrat)
- Conselho Fiscal (dt.: Aufsichtsrat oder auch Kontrollrat)
- Conselho de Ajuizamento (dt.: Schlichtungs- oder Schiedsrat)

Daneben hat der Verband eine achtköpfige wissenschaftliche Kommission (Comissão Científica ENGYM) eingerichtet, mit Vertretern von sieben Universitäten, darunter die Sporthochschule Escola Superior de Desportos de Rio Maior in Rio Maior.

### Gliederung
Die FGP gliedert sich in zehn Regionalverbände:
- Associação de Ginástica do Algarve (Algarve)
- Associação de Ginástica do Centro (Zentralportugal, Sitz in Coimbra)
- Associação de Ginástica do Distrito de Leiria (Distrikt Leiria)
- Associação de Ginástica do Distrito de Setúbal (Distrikt Setúbal)
- Associação de Ginástica da Madeira (Autonome Region Madeira)
- Associação de Ginástica de Lisboa (Distrikt Lissabon)
- Associação de Ginástica de Santarém (Distrikt Santarém)
- Associação de Ginástica do Norte (Nordportugal mit Sitz in Porto)
- Associação de Ginástica do Douro e Dão (Region Douro und Dão mit Sitz in Vila Real)
- Associação Gímnica dos Açores (Autonome Region Azoren)

### Finanzen
Das Geschäftsjahr 2014 schloss die FGP mit einem positiven Saldo von 7.926,38 € ab, nach einem Gewinn von 215.093,26 € im Vorjahr.
Damit entspricht die Lage des Verbands der allgemein schwierigen Situation weitgehend aller portugiesischen Sportverbände, die sich bei sinkenden öffentlichen Zuschüssen um steigende Einnahmen und gesteigerte Kostenkontrolle bemühen, in einem wirtschaftlich anhaltend schwierigen Umfeld. Grund ist die rigide Sparpolitik der Regierung und die angespannte wirtschaftliche Gesamtsituation in Portugal in Folge der Eurokrise. Die FGP gehört dabei zu den wenigen Verbänden, die bisher weiter einen positiven Saldo erreichen konnten.